# Radomirești
Radomirești is een Roemeense gemeente in het district Olt.

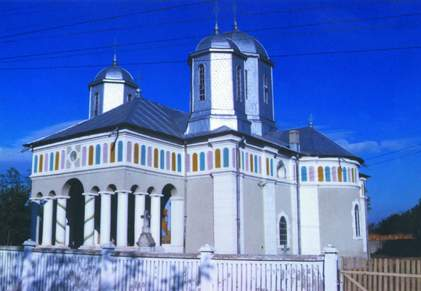
Radomirești

Radomirești telt 3678 inwoners.